# Aloïs Van de Vyvere
Pour les articles homonymes, voir Van de Vyvere.
Aloïs, vicomte Van de Vyvere (Thielt, né le 8 juin 1871 - Paris, mort le 22 octobre 1961) est un homme d'État belge, membre du Parti catholique et un homme d'affaires. Il est Premier ministre de la Belgique entre mai et juin 1925 et occupe de nombreux postes ministériels. Dans ses fonctions gouvernementales, il a été un artisan de la flamandisation de la vie publique en Belgique.

## Biographie
Aloïs Jean Marie Joseph, vicomte Van de Vyvere né à Thielt le 8 juin 1871 est le fils de Jean-Baptiste van de Vyvere, fabriquant, et de Marie-Valérie Sierens. Le 31 janvier 1894, il épouse Marie-Louise de Néeff (1870-1926) à Thielt. En 1931, il se remarie avec Nydia Merten (1910-1995). De son premier mariage, il a eu cinq enfants et une fille du second lit.
Après des humanités gréco-latines au Collège Saint-Joseph de Tielt, il obtient un diplôme de docteur en droit et de licencié en philosophie thomique à l'Université catholique de Louvain.

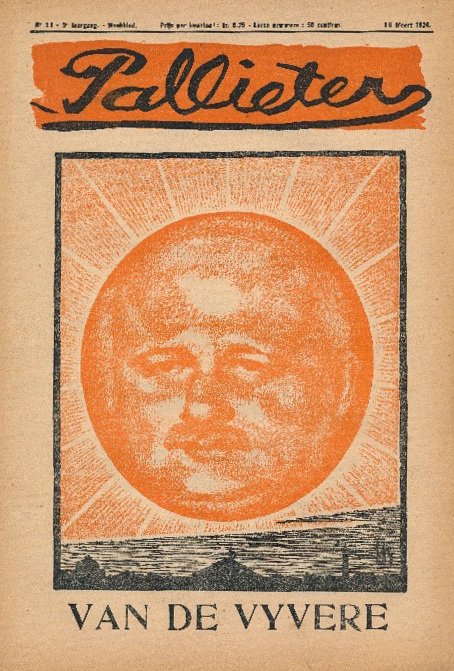
Aloys Van de Vyvere (Jos De Swerts, 1924).

Il s'inscrit au barreau de la Cour d'appel de Gand comme avocat et s'implique en politique. En 1904, il est élu conseiller provincial du Parti catholique pour la Flandre orientale et, en 1908, conseiller communal de la ville de Gand dont il occupe les fonctions d'échevin 1909 à 1911.
De 1911 à 1931, il est élu et occupe le poste de député à la Chambre des représentants pour l'arrondissement de Roulers-Thielt.
En 1921, il est cofondateur de l'Union Catholique où il représente l'Union catholique flamande et en devient président de 1927 à 1928.
De 1911 à 1926, Van de Vyvere est nommé à plusieurs reprises ministre :
- de 1911 à 1912 : ministre de l'Agriculture et des Travaux publics ;
- de 1912 à 1918 : ministre des Chemins de fer dans le gouvernement De Brocqueville I ;
- de juin 1918 à novembre 1918 : ministre des Finances dans le gouvernement Cooreman.
- de 1920 à 1924 : ministre des Affaires économiques du gouvernement Carton de Wiart et du gouvernement Theunis I ;
- du 13 mai au 17 juin 1925 : Premier ministre et ministre des Finances. Son gouvernement est formé au cours d'une période prolongée de crise et est tombé un mois après son entrée en fonction ;
- de 1925 à 1926 : ministre de l'Agriculture dans le gouvernement Poullet.

In 1931, il quitte la politique et entre dans le monde des affaires. Il est, avec les frères Hector et Fernand Carlier (en), cofondateur de la société Petrofina et en est président jusqu'à son décès. Il est administrateur de la Sofina et, de 1934 à 1954, président. Il est également mandaté comme président de la Compagnie d'Anvers, administrateur de la Caisse Privée et, jusqu'en 1938, gouverneur de la Société nationale de crédit à l'industrie (SNCI).
Pendant la Seconde Guerre mondiale, il réside à New York, où il défend les intérêts du groupe Sofina ainsi que ceux du groupe Hallet. Plus généralement, il s'occupe des intérêts de sociétés belges à l'étranger.
Il décède à l'hôpital Liautey à Paris le 22 octobre 1961 des suites d'une intervention chirurgicale. Le 26 octobre 1961, ses funérailles sont célébrées à l'église Notre-Dame du Sacré-Cœur d'Etterbeek et il est inhumé au cimetière de Mariakerke.

## La question linguistique
Dès sa jeunesse, Van de Vyvere est impliqué dans la lutte pour la cause flamande. Il collabore à des publications estudiantines flamandes telles que De Knodse et De Vlaamsche Vlagge. Son objectif premier a été l'introduction et la promotion du néerlandais dans le cadre légal belge.
Pendant la Première Guerre mondiale, comme membre du cabinet de guerre belge, il s'efforce d'imposer le bilinguisme en particulier dans la formation des officiers belges. De même, il intervient au niveau gouvernemental pour neutraliser les mesures qu'il considère vexatoires prises par les autorités militaires contre les soldats flamands. Ce faisant, il se fait le porte-parole du Frontisme.
Après la Première Guerre mondiale, il s'implique comme ministre en faveur du projet de loi fixant l'emploi des langues au niveau administratif qui aboutit à l'approbation de la loi du 31 juillet 1921. Il est un des grands artisans de la flamandisation de l'Université de Gand qui devient effective en 1929. De même, de par son intervention, l'Université catholique de Louvain est à partir de 1924, scindée entre une université flamande et francophone.

## Distinctions et hommages
Il est nommé ministre d’État par le roi Albert Ier le 21 novembre 1918. En tant que Premier ministre, il a son buste en marbre au Palais de la Nation.
À la suite de sa décision de quitter la vie politique, il obtient une concession de noblesse héréditaire et du titre de vicomte transmissible par ordre de primogéniture masculine, accordée par le roi Albert Ier en 1931 en remerciement pour les services éminents rendus au pays.
Une avenue de Thielt a été baptisée « Burggraaf Vande Vyverelaan » (Avenue vicomte Vande Vyvere).
Il a reçu les distinctions honorifiques suivantes :
- Grand cordon de l'ordre de Léopold en 1952 (Belgique) ;
- Grand-croix de l'ordre de Saint-Grégoire-le-Grand (Vatican) ;
- Grand-croix de l'ordre d'Isabelle la Catholique (Espagne) ;
- Grand-croix de l'ordre du Lion néerlandais (Pays-Bas) ;
- Grand-croix de l'ordre de la Couronne de chêne (Grand-Duché de Luxembourg) ;
- Army Distinguished Service Medal (États-Unis) ;
- Ordre de la Couronne de Roumanie ;
- Ordre de la Couronne d'Italie.